# Karen McDougal
Karen McDougal (Merrillville, 23 de Março de 1971) é uma modelo e actriz americana. Ela é conhecida pelas suas fotos na Playboy como playmate do mês de dezembro de 1997 e playmate do ano de 1998.